# Beaverhead
Koordinaten: 44° 15′ 0″ N, 114° 0′ 0″ W
Beaverhead ist ein Einschlagkrater im Zentrum des Bundesstaats Idaho und im Westen des Bundesstaats Montana in den Vereinigten Staaten.
Mit einem geschätzten Durchmesser von 60 Kilometern ist der Beaverhead-Krater einer der größten Einschlagkrater der Erde. Das Alter des Kraters wird auf ungefähr 600 Millionen Jahre geschätzt.
Seinen Namen hat die Struktur vom Beaverhead County in Montana, wo die ersten Beweise für einen Einschlag im Jahre 1990 entdeckt wurden. Außer den am Rand zu findenden Strahlenkegeln ist an der Erdoberfläche vom Krater nichts mehr zu sehen.